# Blizzard of Ozz
Albums de Ozzy Osbourne
Diary of a Madman
(1981)
Singles
1. Crazy Train
Sortie : 29 août 1980
2. Mr. Crowley
Sortie : 7 novembre 1981

Blizzard of Ozz est le premier album solo d'Ozzy Osbourne après son éviction de Black Sabbath. Il parut sous l'étiquette Jet Records le 20 septembre 1980 et a été produit par les quatre musiciens du groupe.

## Historique
Cet album fut enregistré par Max Norman au Ridge Farm Studio, Surrey, entre le 22 mars 1980 et le 19 avril 1980. Il se classa à la 21e place du Billboard 200 américain et à la 7e place dans les charts britanniques.
La chanson Suicide Solution fit polémique, d'une part à cause de ses paroles négatives et d'autre part elle serait la cause du suicide de John McColuum. Cet américain de 19 ans se suicida en octobre 1984, il avait encore les écouteurs sur ses oreilles quand il fut retrouvé mort, alors qu'il écoutait cet album précisément. Ozzy Osbourne et CBS Records furent mis en accusation par les parents du jeune homme, mais le tribunal déclara le non-lieu en raison du Premier amendement de la Constitution des États-Unis.
En 1986, Bob Daisley et Lee Kerslake portèrent plainte pour royalties non payés concernant cet album et le suivant, Diary of a Madman, le tribunal les déboutera en 2004. Pour sa réédition en 2002, Ozzy fit réenregistrer la basse et la batterie  par Robert Trujillo et Mike Bordin, qui l'accompagnaient à cette époque pour l'album Down to Earth.
La chanson You Looking at Me Looking at You est la face B du single Crazy Train. Dee est un court instrumental écrit par Randy Rhoads pour sa mère.

## Liste des titres
Toutes les pistes par Ozzy Osbourne, Randy Rhoads et Bob Daisley, sauf indications.
1. I Don't Know - 5:16
2. Crazy Train - 4:56
3. Goodbye to Romance - 5:36
4. Dee (Rhoads) - 0:49
5. Suicide Solution - 4:20
6. Mr. Crowley - 4:56
7. No Bone Movies (Osbourne, Rhoads, Daisley, Kerslake) - 3:53
8. Revelation (Mother Earth) - 6:09
9. Steal Away (The Night) - 3:28
Piste bonus de l'édition remasterisée 2002
10. You Looking at Me Looking at You - 4:19

## Musiciens
- Ozzy Osbourne - chant
- Randy Rhoads - guitares
- Bob Daisley - basse, gong et chœurs
- Lee Kerslake - batterie, percussions
- Robert Trujillo - basse (édition de 2002)
- Mike Bordin - batterie, percussions (édition de 2002)

Musiciens additionnels
- Don Airey - claviers, synthétiseur MiniMoog, Mellotron

## Charts et certifications

### Album
| Pays             | Durée du classement | Meilleur classement |
| ---------------- | ------------------- | ------------------- |
| Canada           | 18 semaines         | 8e                  |
| États-Unis       | 107 semaines        | 21e                 |
| Nouvelle-Zélande | 2 semaines          | 47e                 |
| Royaume-Uni      | 8 semaines          | 7e                  |

| Pays        | Certification | Ventes      | Date       |
| ----------- | ------------- | ----------- | ---------- |
| Australie   | Or            | 35 000 +    | 2021       |
| Canada      | Platine       | 100 000 +   | 01/10/1981 |
| États-Unis  | 5 × Platine   | 5 000 000 + | 04/02/2019 |
| Royaume-Uni | Argent        | 60 000 +    | 21/08/1981 |

### Singles
Charts
| Année | Single        | Chart                  | Durée du classement | Position |
| ----- | ------------- | ---------------------- | ------------------- | -------- |
| 1981  | "Crazy Train" | Mainstream Rock Tracks | 21 semaines         | 9e       |
| 1981  | "Crazy Train" | UK Singles Chart       | 4 semaines          | 49e      |
| 1981  | "Mr. Crowley" | UK Singles Chart       | 3 semaines          | 46e      |

Certifications
| Single        | Pays        | Certification | Ventes      | Date       |
| ------------- | ----------- | ------------- | ----------- | ---------- |
| "Crazy Train" | États-Unis  | 4 × Platine   | 4 000 000 + | 01/09/2020 |
| "Crazy Train" | Royaume-Uni | Argent        | 200 000 +   | 23/08/2019 |

## Note
- Le 20 juin 2007 sort au Japon une version remasterisée de l'album. Celle-ci ressemble à un petit vinyle. On peut l'acheter seul pour 34 USD ou en coffret avec les autres disques remasterisés cette année-là pour 295 USD.
- Le reissue Européen de 2011 (Sony Music), reprend l'album à l'original (Osbourne, Rhoads, Daisley, Keslake) avec trois titres Bonus 1 : You Lookin' at me ... (Version utilisée en Face b de Crazy Train sur le marché GB et FR, 4:14, contrairement à la version de 2002) 2: Goodbye to romance (version remixe guitare + voix de 2010- remix by Mike Fraser); 3: RR (Solo de guitare de Randy Rhoads, pris lors des session d'enregistrement de l'album en 80)